# Проссер (Вашингтон)
Проссер (англ. Prosser) — місто (англ. city) в США, в окрузі Бентон штату Вашингтон. Населення — 6062 особи (2020).

## Географія
Проссер розташований за координатами 46°12′22″ пн. ш. 119°46′2″ зх. д. / 46.20611° пн. ш. 119.76722° зх. д. (46.206244, -119.767120).  За даними Бюро перепису населення США в 2010 році місто мало площу 11,72 км², з яких 11,62 км² — суходіл та 0,10 км² — водойми.

### Клімат
| Клімат : Проссер                   | Клімат : Проссер | Клімат : Проссер | Клімат : Проссер | Клімат : Проссер | Клімат : Проссер | Клімат : Проссер | Клімат : Проссер | Клімат : Проссер | Клімат : Проссер | Клімат : Проссер | Клімат : Проссер | Клімат : Проссер | Клімат : Проссер |
| Показник                           | Січ.             | Лют.             | Бер.             | Квіт.            | Трав.            | Черв.            | Лип.             | Серп.            | Вер.             | Жовт.            | Лист.            | Груд.            | Рік              |
| Середній максимум, °C              | 5,0              | 8,9              | 14,5             | 19,1             | 23,6             | 27,7             | 31,8             | 31,9             | 26,9             | 19,9             | 10,7             | 5,2              | 18,8             |
| Середня температура, °C            | 0,6              | 3,7              | 7,8              | 11,4             | 15,6             | 19,2             | 22,3             | 22,2             | 17,7             | 11,7             | 5,3              | 0,9              | 11,6             |
| Середній мінімум, °C               | −3,8             | −1,7             | 1,0              | 3,8              | 7,4              | 10,6             | 12,7             | 12,4             | 8,4              | 3,6              | −0,2             | −3,4             | 4,3              |
| Норма опадів, мм                   | 24               | 18               | 17               | 16               | 17               | 14               | 6                | 9                | 12               | 17               | 26               | 30               | 206              |
| ---------------------------------- | ---------------- | ---------------- | ---------------- | ---------------- | ---------------- | ---------------- | ---------------- | ---------------- | ---------------- | ---------------- | ---------------- | ---------------- | ---------------- |
| Джерело: NOAA (normals, 1971−2000) |                  |                  |                  |                  |                  |                  |                  |                  |                  |                  |                  |                  |                  |

## Демографія
Згідно з переписом 2010 року, у місті мешкало 5714 осіб у 2023 домогосподарствах у складі 1396 родин. Густота населення становила 488 осіб/км².  Було 2129 помешкань (182/км²).
Расовий склад населення:
| - 76,1 % — білих - 2,0 % — азіатів - 0,5 % — корінних американців - 0,5 % — чорних або афроамериканців - 0,1 % — вихідців з тихоокеанських островів - 17,6 % — осіб інших рас |

До двох чи більше рас належало 3,2 %. Частка іспаномовних становила 37,2 % від усіх жителів.
За віковим діапазоном населення розподілялося таким чином: 30,8 % — особи молодші 18 років, 55,7 % — особи у віці 18—64 років, 13,5 % — особи у віці 65 років та старші. Медіана віку мешканця становила 32,8 року. На 100 осіб жіночої статі у місті припадало 91,2 чоловіків;  на 100 жінок у віці від 18 років та старших — 88,5 чоловіків також старших 18 років.
Середній дохід на одне домашнє господарство  становив 60 375 доларів США (медіана — 53 345), а середній дохід на одну сім'ю — 70 326 доларів (медіана — 62 922). Медіана доходів становила 54 524 долари для чоловіків та 41 364 долари для жінок. За межею бідності перебувало 15,6 % осіб, у тому числі 21,0 % дітей у віці до 18 років та 5,3 % осіб у віці 65 років та старших.
Цивільне працевлаштоване населення становило 2278 осіб. Основні галузі зайнятості: освіта, охорона здоров'я та соціальна допомога — 29,9 %, сільське господарство, лісництво, риболовля — 14,7 %, роздрібна торгівля — 14,1 %.